# Luigi Stoisa
Luigi Stoisa (Selvaggio di Giaveno, Turín, 1958) es un pintor y escultor italiano. Comenzó a producir trabajos artísticos a finales de los años 70, cuando todavía era estudiante de la Escuela de Bellas Artes de Turín y actualmente además de artista es profesor. 
Su formación comenzó en la Escuela de Bellas Artes de Turín, y luego fue alumno de Jole Desann en la Escuela de Brera y de Luciano Fabro y Hidetoshi Nagasawa en la Casa de los artistas en Milán. En 1984, hizo su primera exposición individual en la galería Tucci Russo en Turin. Su investigación en materia artística comenzó a inicios de los años 80, durante el posmodernismo, periodo del que datan sus primeras obras maduras. Fue protagonista de importantes exposiciones en Italia y en el extranjero, donde expuso entre otros en la Fundación Joan Miró de Barcelona (1985), el Museo de Arte Contemporáneo de Niza en Francia (1993) o en la Bienal de escultura de Carrara (2008).